# 7347-es mellékút (Magyarország)
A 7347-es számú mellékút egy rövid, alig három kilométer hosszúságú, ennek ellenére négy számjegyű országos közútként számozódó útszakasz Zala vármegyében, Keszthely területén. Teljes hosszában az üdülőváros területén húzódik, a belvárosának tehermentesítését szolgáló útvonalak egyikeként.

## Nyomvonala
A 71-es főút 102,700-as kilométerszelvényénél lévő körforgalomból indul, nyugat felé. 250 méter után újabb körforgalomhoz ér, ez az itteni bevásárlóközpontokat szolgálja ki. 950 méter után ismét egy újabb körforgalma jön: itt találkozik a 7343-as úttal. Korábban minden bizonnyal keresztezte ez utóbbi utat (amely itt szintén a 900. méterszelvénye közelében jár), de annak jelenleg a belváros felé eső szakasza önkormányzati útnak minősül.
Ettől kezdve neve is lesz az útnak: a Csapás utca nevet viseli, de továbbra is nyugati irányban halad, az 1,800-as kilométerszelvénye tájáig. Itt egy kicsit délebbnek fordul és kiágazik belőle észak felé a 73 162-es út: ez Cserszegtomaj központjába, majd onnan a zsákfalunak tekinthető Rezibe vezet és ott ér véget 7,5 kilométer után.
Dél felől majdnem ugyanott torkollik az útba a Sopron utca, ami ma önkormányzati út, de korábban a város egyik főutcája volt, a Festetics-kastély előtt húzódó Kastély utca folytatásaként. Az út itt nevet is vált és a Hévízi utca nevet veszi fel. 2,5 kilométer után keresztezi a Csóka-kő-patakot, majd ismét nyugati, sőt annál is kicsit északabbi irányt vesz. Ugyanitt kilép a város házai közül, ettől kezdve külterületen húzódik
A 71-es főút 106. kilométerénél lévő körforgalomba torkollik; egyenes folytatása a 7327-es út, Zalaszántón át Sümeg irányába. Valószínű, hogy a Sopron utcától a nyugati végpontjáig tartó szakasza korábban a 7327-es számú út részét képezte.
Teljes hossza, az országos közutak térképes nyilvántartását szolgáló kira.gov.hu adatbázisa szerint 3,056 kilométer.